# 小北站 (内蒙古)
小北站是位于内蒙古自治区呼伦贝尔市牙克石市小北村的一个铁路车站，邮政编码22150。车站建于1901年，有滨洲铁路经过该站，现办理客运货运业务，车站及其上下行区间均未电气化。车站距离哈尔滨站645公里，隶属哈尔滨铁路局，是四等站。